# Ubuntu MATE

Logo

Ubuntu MATE – pochodna Ubuntu korzystająca ze środowiska graficznego MATE, które jest forkiem GNOME 2. Ubuntu MATE ma mniejsze wymagania sprzętowe niż Ubuntu, ponieważ MATE to środowisko lżejsze i szybsze niż GNOME 3. Ubuntu MATE, pomimo swojej lekkości, nie ustępuje funkcjonalnością zwykłemu Ubuntu.

## Historia
Projekt Ubuntu MATE został założony przez Martina Wimpressa i Alana Pope’a i zaczynał jako nieoficjalna pochodna Ubuntu. Ubuntu MATE stało się oficjalną pochodną Ubuntu po wydaniu „15.04 Beta 1" w lutym 2015 r. W kwietniu tego samego roku Ubuntu MATE ogłosiło partnerstwo z brytyjskim sprzedawcą komputerów Entroware, umożliwiając klientom Entroware zakup komputerów stacjonarnych i laptopów z preinstalowanym Ubuntu MATE. W Ubuntu MATE 18.10 porzucono obsługę wersji 32-bitowych. Ubuntu MATE jest dostępne m.in. na PowerPC oraz Raspberry Pi.

## Pakiety i domyślne aplikacje
Ubuntu MATE jako pochodna Ubuntu a w dalszej kolejności Debiana, korzysta z paczek .deb w odróżnieniu do paczek .rpm, jakich używa np. SUSE lub Fedora. Domyślnymi aplikacjami są:
- Caja – menadżer plików
- Pluma – edytor tekstu
- Firefox – domyślna przeglądarka
- MATE Terminal – emulator terminala
- Software Boutique – domyślny program do instalacji oprogramowania np. gier lub programów

## Wersje

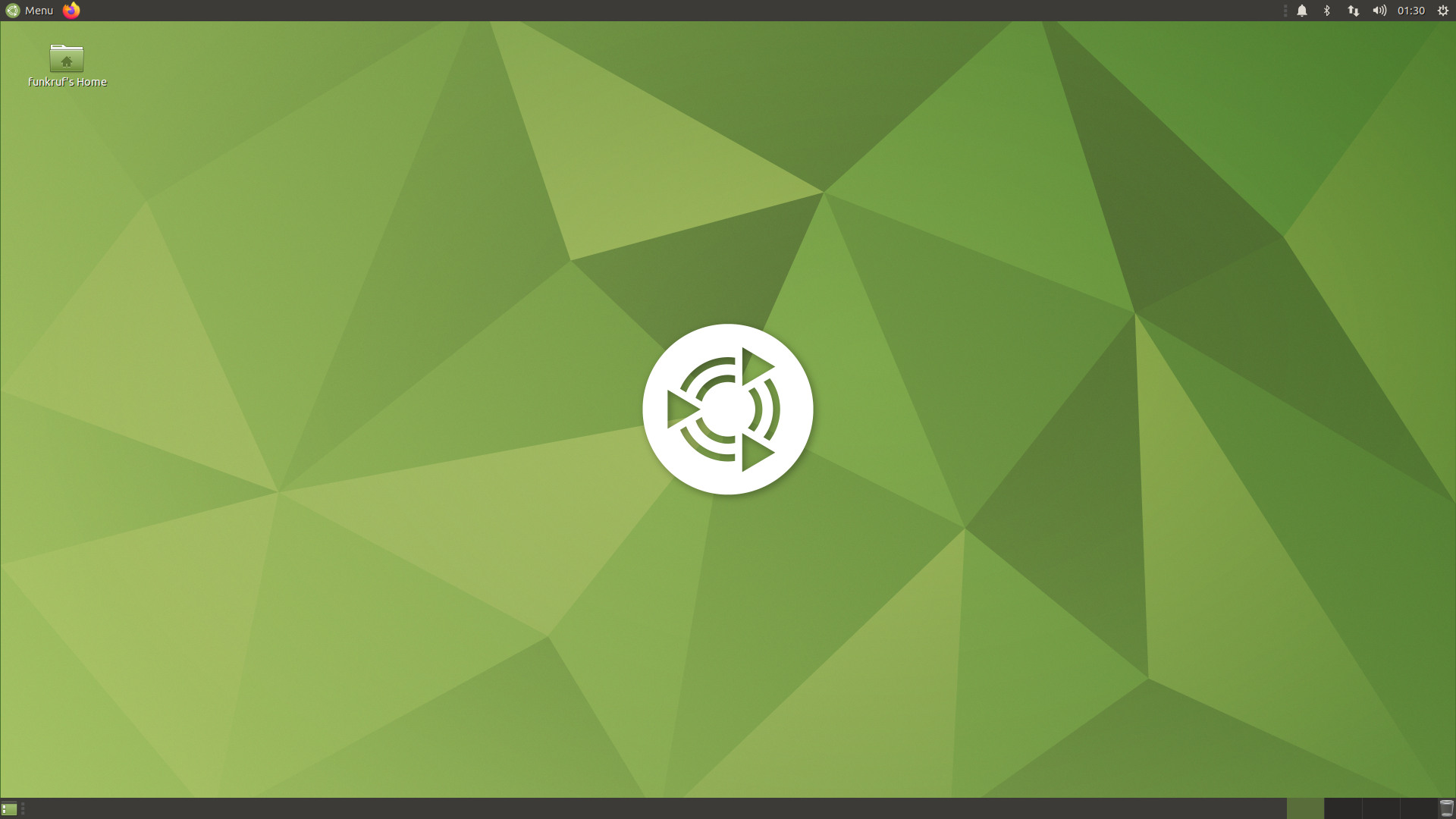
Pulpit Ubuntu MATE 20.04

Wersje w wydaniu stabilnym:
- 24.04 LTS – Aktualna
- 22.04 LTS – Wciąż wspierana
- 20.04-16.04 LTS – Wspierane ESM[1]